# 芳邦大學
芳邦大學（英語：Fontbonne University）是美國密蘇里州的一間天主教私立大學，始建於1923年。大學開辦初期是一所女子学院，其名称来自于圣约翰·方邦修女，1970年代成為男女混合大學。直到2023年還有874個學生註冊，但因入學人數減少和預算短缺，芳邦大學將於2025年關閉。

## 排名
- 根據2024年的美國新聞與世界報導，芳邦大學在美國中西部大學中排名第74名[6]。

## 姐妹校
- 位於中華民國的真理大學[7]